# Enrum
Enrum er et landsted, der senere blev landbrugsejendom, beliggende i Rudersdal Kommune ved Vedbæk Strandvej i Nordsjælland. Den er opført 1862-64 af arkitekten J.D. Herholdt. Bygningen blev fredet i 1984.
Enrums historie går tilbage til 1700-tallet. I 1731 fik Georg Christian Jacobi af prinsesse Sophie Hedevig tilskødet stedet, på hvis grund han opførte et beboelseshus. Stedet optråder allerede i 1733 med navnet Enrum. I 1745 skødede Jacobi Enrum til Michael Fabritius, der var gift med tyskfødte Anna Maria Köster.
Efter Michael Fabritius' død i 1746 fortsatte Anna Marie Köster med at opkøbe arealer omkring Enrum. Ved moderens død i 1775 udkøbte Conrad Alexander Fabritius de Tengnagel, Kösters søn af første ægteskab, medarvingerne til Enrum. Fabritius opførte en ny hovedbygning og ofrede betydelige summer på forskønnelsen af Enrums park.
Fabritius' enke solgte i 1806 Enrum for 30.000 rigsdaler til Christian Colbjørnsen, der af helbredsmæssige årsager måtte sælge ejendommen allerede i 1811. Ny ejer blev derfor etatsråd, generalpostdirektør Peder Andreas Kolderup Rosenvinge, der dog allerede i 1814 solgte Enrum til generalmajor, kammerherre Johan Frederik Gyldenstierne Sehested. Hans fader, generalløjtnant Johan Frederik Sehested, havde nemlig i 1756 fejret bryllup på herregården med Conrad Fabritius' søster Pouline.
Efter Gyldenstierne Sehesteds enkes død i 1833 kom ejendommen ind under det Sehestedske Fideikommis. Herfra solgtes den i 1845 til gehejmekonferensråd, lensgreve Christian Conrad Sophus Danneskiold-Samsøe. I hans ejertid blev den ret lille hovedbygning fra Fabritius' ejertid nedrevet og i årene 1862-64 erstattet med en ny i engelskinspireret nygotisk stil af arkitekt Johan Daniel Herholdt.
Enrum blev efter lensgreve Danneskiold-Samsøes død i 1886 arvet af hans søn grev Ernest Danneskiold-Samsøe, der døde ugift i 1908. Derpå overgik ejendommen til hans nevø, lensgreve Aage Danneskiold-Samsøe, der i 1939 solgte Enrum til Odd Fellow Ordenen til etablering af et rekreationshjem.
Fra 1941 og helt frem til 1984, samme år som hovedbygningen blev fredet, forblev Enrum Odd Fellow Ordenens eje. I 2005 blev Enrum overtaget af investorer og opgraderet til "slot".
I skoven findes to monumenter fra den romantiske tid: Søjlen for venskab ligger i skovens vestside i hovedbygningens akses forlængelse. Nord for parken ligger Kong Karls Kilde, der siges at have betjent svenskekongen Karl 12. under indskibning af hæren ved Vedbæk i 1700.
I forbindelse med Forbrydelsen III, lejede DR hele underetagen i ét år, da ejendomme skulle fungere som familien Zeuthens herskabsejendom.
Ejendomsspekulanten Steen Gude købte Enrum i 2005 på tvangsauktion for 55 mio. kr., men da hans selskab gik konkurs kom ejendommen på tvangsauktion. Den 27. 2013 blev den solgt for 72,5 mio. kr. til Amilie2 Ejendomsinvest, men kun omkring et år senere kom det igen på tvangsauktion, hvor erhvervsmand Michael Henriksen købte slottet. I 2015 købt Statens selskab Finansiel Stabilitet Enrum på tvangsauktion for 30 mio. kr.. 
I 2016 købte Signe Rosenvinge Thürmer & Stefan Plenge Enrum Slot.

## Ejere af Enrum
(listen er ikke komplet)
- (1731-1745) Georg Christian Jacobi
- (1745-1746) Michael Fabritius
- (1746-1775) Anna Maria Köster
- (1775-1805) Conrad Alexander Fabritius de Tengnagel
- (1805-1806) Debora Kloppenburg
- (1806-1811) Peder Andreas Kolderup Rosenvinge
- (1811-1814) Christian Colbiørnsen
- (1814-1833) Johan Frederik Gyldenstierne Sehested
- (1833-1845) Det Sehedstedske Fideicommis
- (1845-1886) Christian Conrad Sophus Danneskiold-Samsøe
- (1886-1908) Ernest Danneskiold-Samsøe
- (1908-1939) Aage Conrad Danneskiold-Samsøe
- (1939-1984) Odd Fellow Ordenen
- (1984-2005) Ukendte ejere
- (2005-2007) TK Development
- (2007-2012) Steen Gude, Stones Invest
- (2012-2013) Husmer Holding
- (2013-2014) Slottet Enrum A/S
- (2014-2016)  Finansiel Stabilitet[2]
- (2016 -) Signe Rosenvinge Thürmer & Stefan Plenge